# Martin Fleischmann
Martin Fleischmann (ur. 29 marca 1927 w Karlowych Warach, zm. 3 sierpnia 2012 w Tisbury) – amerykański elektrochemik, wykładowca na Uniwersytecie w Southampton. 
Znany z kontrowersyjnej pracy badawczej nad zimną fuzją, którą prowadził wraz z byłym asystentem, Stanleyem Ponsem. Był członkiem Royal Society.